# حزب مناطق دموکراتیک (ترکیه)
حزب مناطق دموکراتیک (به ترکی استانبولی: Demokratik Bölgeler Partisi)، یک حزب سیاسی کرد در ترکیه است. این حزب در گذشته حزب صلح و دموکراسی نام داشت و پس از تغییر نام، به عنوان حزب منطقه‌ای حزب دموکراتیک خلق‌ها در منطقۀ کردستان ترکیه فعالیت می‌کند.